# اولمنتا
اولمنتا (به ایتالیایی: Olmeneta) یک کومونه در ایتالیا است که در استان کریمونا واقع شده‌است.

## خصوصیات
اولمنتا ۹٫۲ کیلومترمربع مساحت و ۹۳۶ نفر جمعیت دارد.